# ماركوس غريفين
ماركوس غريفين (بالإنجليزية: Marcus Griffin)‏ هو لاعب كرة قدم أمريكية أمريكي، ولد في 4 يناير 1985.